# Ulongwe
 Ulongwe  est une ville, capitale du district d'Angónia dans la province de Tete, au Mozambique.

## Géographie
Elle se situe au centre-ouest du Mozambique, où s’écoule le fleuve Zambèze et est frontalière avec les républiques du Malawi, de Zambie et du Zimbabwe.

## Démographie
En 2005, elle recensait 169 690 habitants[réf. souhaitée].